# 乌勒 (德国)
乌勒是德国莱茵兰-普法尔茨州的一个市镇。总面积5.58平方公里，总人口389人，其中男性205人，女性184人（2011年12月31日），人口密度每平方公里70人。